# Commission nationale des monuments historiques

Logo historické památky představuje labyrint z katedrály v Remeši

Commission nationale des monuments historiques (česky Národní komise historických památek) je orgán francouzského ministerstva kultury, který se zabývá ochranou historických památek ve Francii a řídí se zákoníkem o ochraně kulturního dědictví. Vznikla v roce 2007, kdy nahradila předchozí Vrchní komisi historických památek (Commission supérieure des monuments historiques). Členové komise jsou jmenováni na dobu čtyř let.

## Úkoly
Hlavní náplní činnosti je: 
- navrhovat ochranu historických budov a objektů a dalších nemovitostí
- navrhovat ochranu varhan a dalších hudebních nástrojů
- upravovat chráněné oblasti nebo památkově chráněné objekty, kde se obec nedohodla na podílu ochrany
- dohlížet na údržbu a opravy na vážně ohrožených památkově chráněných budovách
- posuzovat předložené programy, předběžné projekty nebo projekty zaměřené na stavební práce u historických památek
- navrhovat opatření k zajištění ochrany a zachování historických budov a jejich okolí